# Amber Marshall (Schauspielerin)

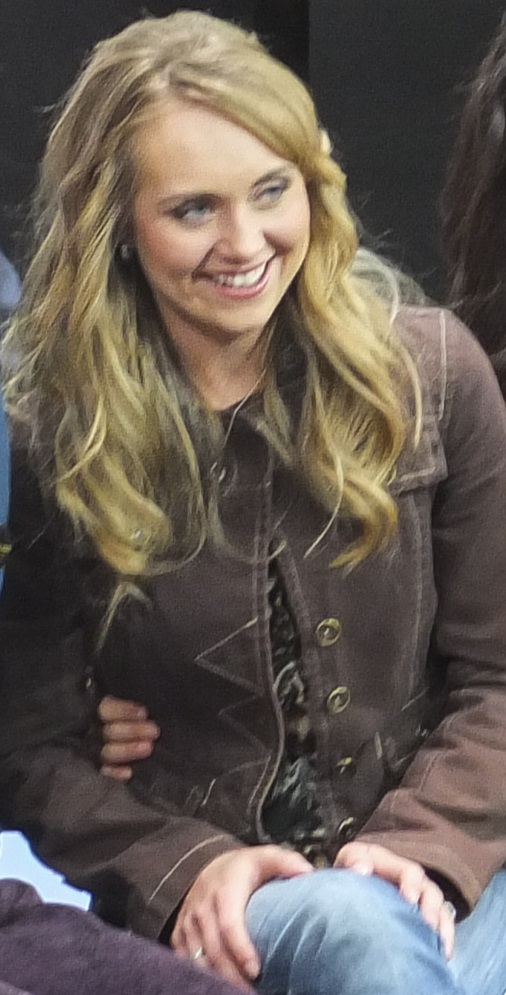
Amber Marshall (2015)

Amber Marshall (* 2. Juni 1988 in London, Ontario) ist eine kanadische Schauspielerin. Sie ist bekannt durch ihre Rolle als Amy Fleming in der CBC-Serie Heartland – Paradies für Pferde, die sie seit 2007 verkörpert.

## Filmografie (Auswahl)
- 2001: Zweimal im Leben (Twice in a Lifetime, Fernsehserie, Episode 2x17)
- 2002: Monk (Fernsehserie, Episode 1x04)
- 2002: The Christmas Shoes (Fernsehfilm)
- 2003: The Elizabeth Smart Story (Fernsehfilm)
- 2004: Resident Evil: Apocalypse
- seit 2007: Heartland – Paradies für Pferde (Heartland, Fernsehserie)
- 2010: Notruf zu Weihnachten (A Heartland Christmas, Fernsehfilm)
- 2014: Mutant World
- 2019: Hudson (Fernsehserie, 2 Episoden)
- 2020: Love in Harmony Valley (Fernsehfilm)
- 2023: My Christmas Guide (Fernsehfilm)